# Kourtney Kardashian
Pour les articles homonymes, voir Kardashian.
Kourtney Mary Kardashian Barker, née le 18 avril 1979 à Los Angeles (Californie) est une productrice, animatrice, actrice, mannequin et femme d'affaires américaine ainsi qu'une personnalité médiatique.
De 2007 à 2021, elle et sa famille tournent une émission de télé-réalité à succès, L'Incroyable Famille Kardashian, puis, depuis 2022, dans The Kardashians. Elle a créé 4 spin-offs : Kourtney et Khloé à Miami (Kourtney and Khloé take Miami), Kim et Kourtney à Miami (Kim and Kourtney take Miami), Kim et Kourtney à New York (Kim and Kourtney take New York) et Kourtney et Khloé aux Hamptons (Kourtney and Khloé take the Hamptons). Elle a été récompensée par les Teen Choice Awards d'un prix dans la catégorie « meilleure personnalité féminine de télé-réalité » en 2010, 2011, 2012 et 2013.
Avec ses sœurs Khloé et Kim, Kourtney a lancé plusieurs collections de vêtements, de maquillages et de produits de beauté. Ensemble, elles possèdent 3 magasins DASH. En 2010, elles ont réalisé un livre intitulé Kardashian Konfidential, où elles livrent leurs secrets.
Kourtney Kardashian possède depuis 2016 une application mobile payante où elle partage des astuces beauté, mode, bien-être et dévoile ses séances de sport. Cette application fut créée et est dirigée par Yasmine Badri. Elle crée en 2018 pour la marque à succès PrettyLittleThing une collection automne-hiver et dévoilera s'être inspirée de la chanteuse Cher, de l'ambiance des années 1970 et de l'emblématique club « le studio 54».
Kourtney est très active sur les réseaux sociaux ; elle possède 224 millions d'abonnés sur Instagram et 25 millions sur Twitter. Elle est également la deuxième personne la plus suivie sur Snapchat après sa sœur Kim Kardashian.

## Biographie
Kourtney Mary Kardashian est née le 18 avril 1979 à Los Angeles, en Californie. Elle est d'origine hollando-écossaise du côté de sa mère et arménienne du côté de son père. Kourtney Kardashian est la fille de l'avocat arménien Robert Kardashian qui a défendu le sportif et acteur O. J. Simpson et de Kris Jenner qui est à la tête d'un empire familial de plusieurs millions de dollars. Kourtney est l'aînée des enfants Kardashian ; elle est la sœur de Kim Kardashian, Khloé Kardashian et Robert Kardashian Jr. Elle a également deux demi-sœurs, Kendall Jenner et Kylie Jenner.
En 1989, ses parents ont divorcé et la fillette âgée de 10 ans, à l'époque, a très mal vécu cette séparation. En 1991, sa mère s'est remariée avec le champion olympique Bruce Jenner (devenu Caitlyn Jenner, en 2015) seulement cinq mois après l'avoir rencontré. Ainsi, Casey Jenner, Burt Jenner, Brandon Jenner et Brody Jenner nés des précédentes unions de Caitlyn Jenner sont devenus ses demi-frères et demi-sœur par alliance.
Kourtney est allée à l'école catholique romaine Marymount High School (en). Après avoir reçu son diplôme, elle a quitté la Californie pour Dallas où elle a étudié pendant deux ans à la Methodist University (en). Elle a déménagé ensuite à Tucson, en Arizona où elle a obtenu un diplôme en art du théâtre. Nicole Richie et Luke Walton étaient parmi ses camarades de classe.

## Carrière

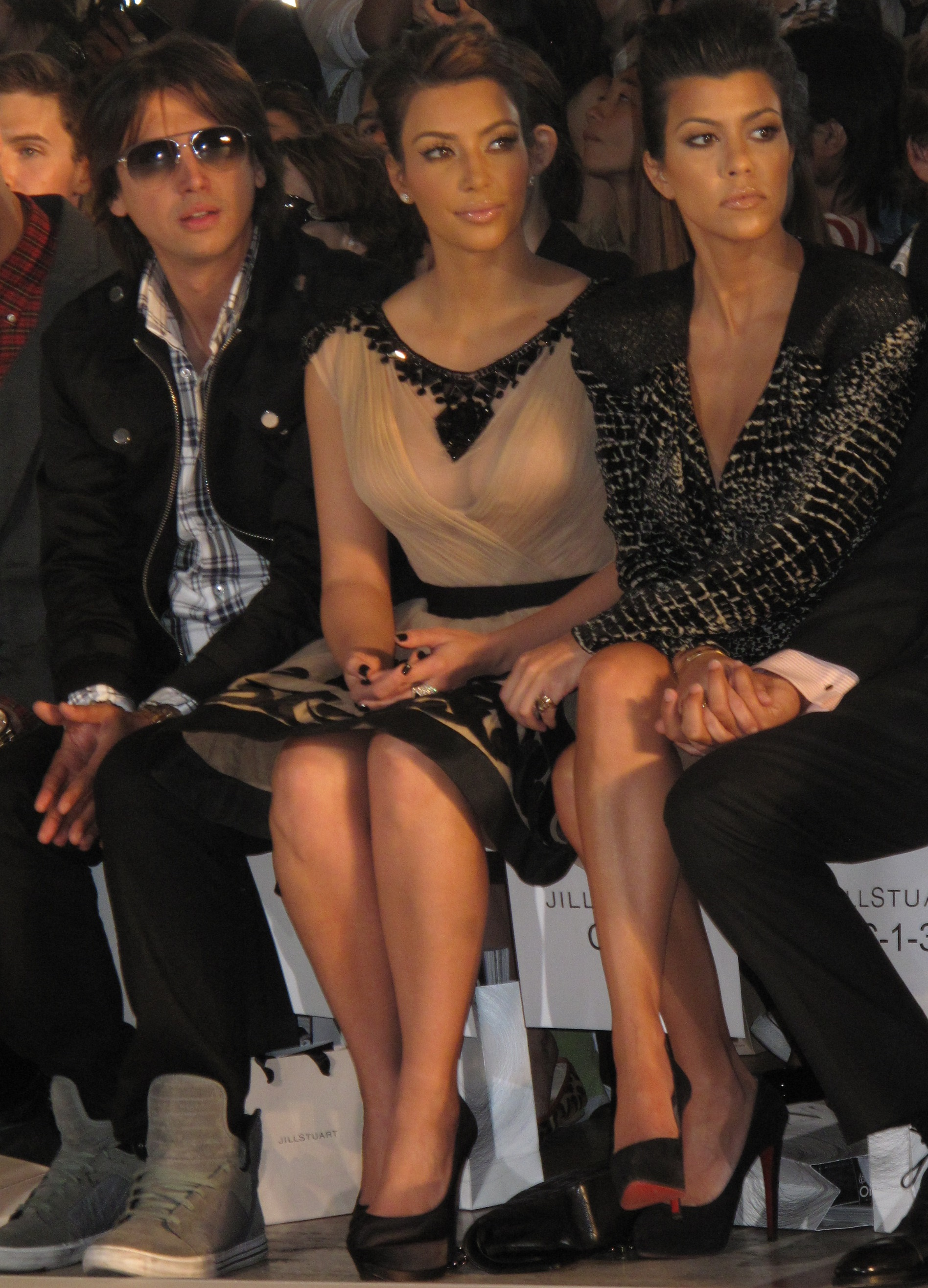
Kourtney Kardashian et sa sœur Kim à la Fashion Week de New-York.

### 2000-2006
Avant de devenir célèbre, Kourtney Kardashian a ouvert un magasin pour enfants nommé Smooch. Le magasin a été fermé en 2009. Kourtney avait monté ce projet avec sa mère, Kris Jenner, pour rendre hommage à sa grand-mère qui était elle aussi propriétaire d'un commerce destiné aux enfants.
En 2004, un an après la mort de son père, elle a ouvert, avec ses sœurs Kim Kardashian West et Khloé Kardashian, une boutique de vêtements nommée DASH. En 2005, Kardashian participe en parallèle à l'émission de téléréalité « Filthy Rich : Cattle Drive » où des enfants de célébrités travaillent dans un ranch du Colorado.

### 2007-2009
En 2009, elle fait la couverture du magazine 944 sa première grande couverture. Elle enchaîne par la suite avec Maxim ou encore Stepping Out.
La jeune femme a également participé en 2009, avec sa sœur Khloé, au spin off de cette série, intitulé Kourtney and Khloe take Miami (Les Sœurs Kardashian à Miami en version française). Cette émission a été tournée dans le cadre de l'ouverture de son 2e magasin DASH en Floride, à Miami. Une deuxième saison est créée après l'ouverture de la boutique. En 2009, elle a participé avec sa cadette Kim à l'émission Kim et Kourtney à New York qui a montré le quotidien des deux sœurs ayant ouvert une 3e boutique. Durant l'année 2009, les produits de beauté Perfect Skin avec Kim et Khloé et dessine avec ses sœurs elles une collection de bijoux pour la marque Virgin, Saints and Angels, et une collection de vêtements pour la marque Bebe.

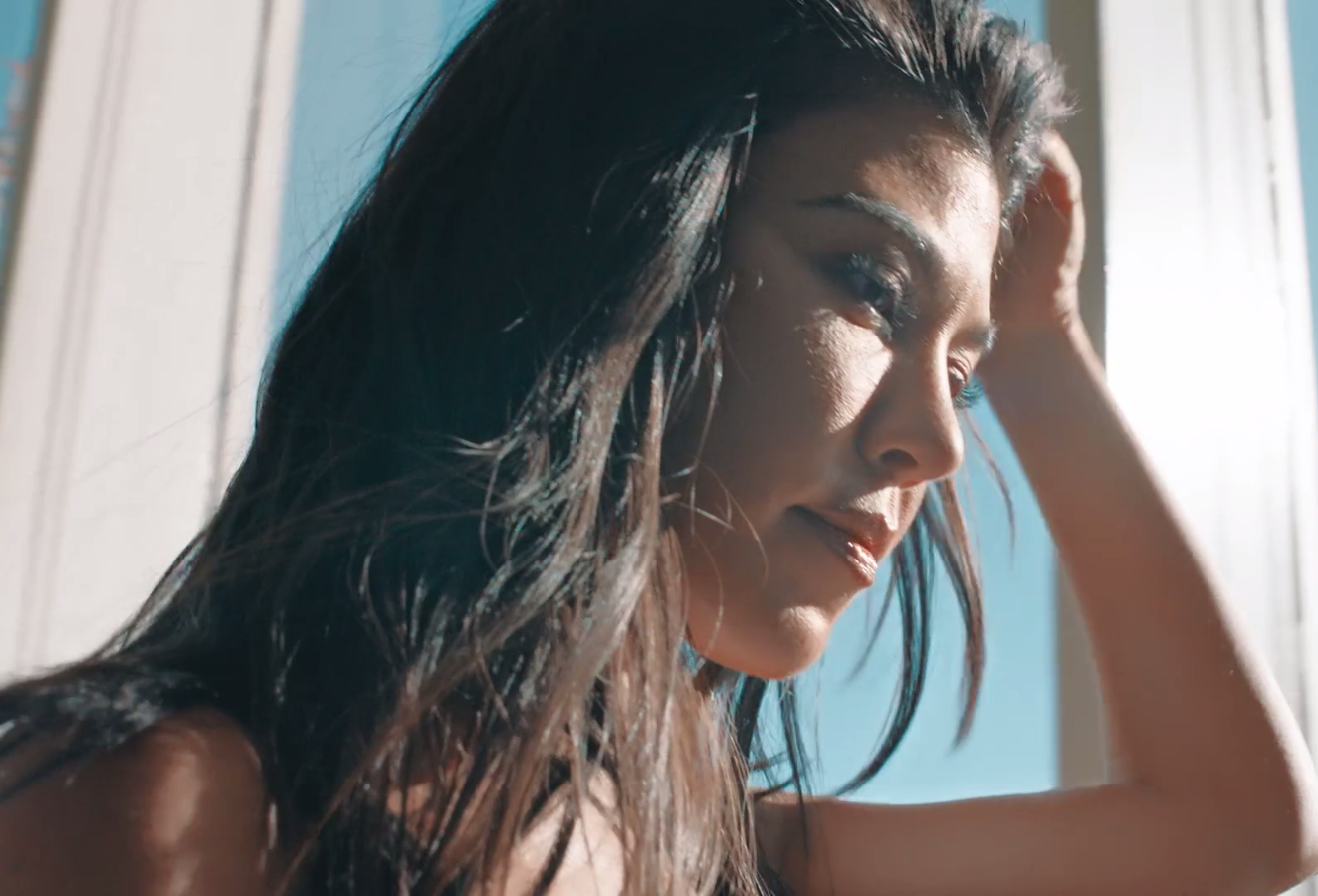
Kourtney Kardashian en 2018.

### 2010-2012
En 2010, elle ouvre avec ses sœurs, une troisième boutique DASH, à New York. Et lance une deuxième saison des Les Kardashian à New York. La même année sort un livre, Kardashian Konfidential, où les trois sœurs y racontent de nombreux secrets sur elles. Le livre obtient des réceptions positives, critiques et commerciales.
Elle lance de nombreuses collections avec ses sœurs Kim et Khloé une collection de vêtements, la Kardashian Kollection, qui rencontrera un large succès à travers le monde, et dépassera tous les records de ventes. Ensemble, elles lancent également des produits de beauté (pour cheveux, maquillages, teintures). Encore une fois, c'est un large succès. La collection se nomme Kardashian Beauty, en collaboration avec Sears. Elle lance également de sa propre initiative mais en partenariat avec ses sœurs une collection pour enfants.
Elle fait ses premiers pas en tant qu'actrice en 2011, dans la série One Life To Live. L'épisode est dévoilé le 28 mars 2011, elle joue le rôle Kassandra Kavanaught. En 2011, elle fait la couverture de Shape, ou encore de Redbook, et principalement du Hollywood Repoter qui analyse comment elle et sa famille ont rapporté 65 millions de dollars en 2011.
Kourtney et ses sœurs deviennent les portes paroles de Quick Trim, des produits permettant de perdre du poids. La compagnie les attaque en justice et leur demande 5 millions de dollars. Après quelques mois, Quick Trim perd le procès face aux sœurs Kardashian.
En 2012, elle lance un nouveau spin-off, les Kardashian à Miami, avec Kim. Cette fois, l'émission est tournée dans le cadre du déplacement de Dash Miami. Son beau-frère réalise le générique de l'émission. La femme d'affaires boucle les couvertures de magazines avec Cosmopoltian et Fit Pregnancy, puis elle prend une courte pause pour donner naissance à sa fille. Elle revient sur le devant de la scène le 8 août 2012 en couverture d'US Weekly où elle présente au monde entier son nouveau-né.

### 2013-2014
En 2014, Kourtney crée une nouvelle émission nommée Kourtney and Khloé Take the Hamptons, où on la voit, enceinte, sa sœur et son compagnon, entourés de leurs enfants durant leurs vacances d'été aux Hamptons, dans une luxueuse villa de 14 millions de dollars. Par la même occasion, elle ouvre une boutique éphémère durant l'été,.
Elle lance avec ses sœurs une nouvelle collection pour enfants, la Kardashian Kids, en vente dans le monde entier.
En 2014, elle pose dénudée, enceinte de son troisième enfant, pour une séance. Elle prête également son nom et son apparence au jeu vidéo mobile de sa sœur Kim.

### 2015-2016

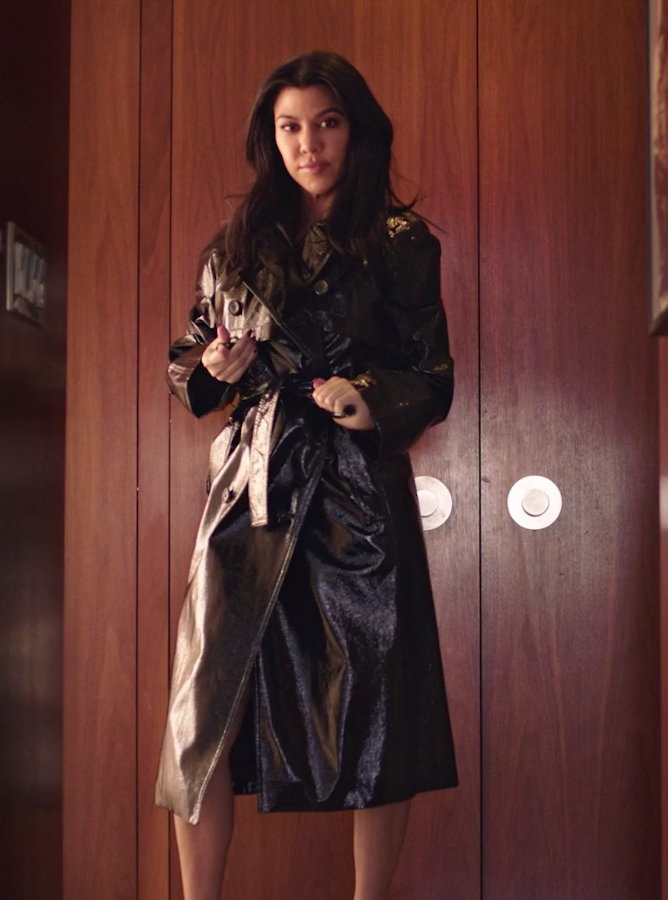
Kourtney Kardashian en 2018.

En 2016, le magazine Architectural Digest, une revue ayant pour thème la décoration d'intérieur : la plus importante passion de Kourtney. Toujours en 2016, elle pose nue pour un célèbre photographe, Brian Bowen Smith. Elle devient l'année 2016, l'ambassadrice officielle de la marque Manuka Doctor, qui met en vente des soins pour la peau à base de venin d'abeille et de miel de Manuka. Kourtney Kardashian déclara : « J’utilise la ligne miel de Manuka Doctor depuis des années, donc quand la marque m’a demandé d’être son ambassadrice internationale, je n’aurais pas pu rêver mieux ». En tant qu’égérie, Kardashian effectue de nombreux voyages d'affaires notamment à travers les États-Unis et l'Europe, pose pour nombreuses campagnes publicitaires et s'exprime à propos de ces cosmétiques totalement bio,.
En 2016, le magazine financier américain Forbes que cette même année celle-ci a remporté 10 millions de dollars.

### 2017-2018
En 2017, elle collabore avec la marque à succès PrettyLittleThing pour une collection de prêts-à-porter légèrement rétro. Elle a elle-même imaginé et crée les 40 pièces de la collaboration, composée de tenue de soirée, d’accessoires, de manteaux de fausses fourrures, de nuisettes, de différentes sortes de chaussures, de combinaisons et de pantalons, inspirée des années 1970. Elle déclara dans un communiqué lors de la promotion : « pour cette collection en collaboration avec PrettyLittleThing je me suis inspirée de la chanteuse Cher, de l'ambiance des années 70 et de l'emblématique club « le studio 54 ». Nous souhaitions utiliser des couleurs vives et créer des pièces tendances avec des paillettes et de la fausse fourrure...». PrettyLittleThing et Kourtney Kardashian organisent une grande soirée à Los Angeles pour le lancement de la collection le 26 octobre 2017, où de nombreuses célébrités se réunissent tel que Wiz Khalifa, Christina Milian, Adrienne Bailon ou encore sa sœur Kendall Jenner. Toujours en 2017, elle signe avec ses sœurs et sa mère le plus contrat de télé-réalité de 150 millions de dollars pour prolonger son émission L'incroyable famille Kardashian pour une diffusion jusqu'en 2020. Le site d'informations TMZ précise que Kourtney se partagera avec ses sœurs Kim et Khloé 50 à 60 % de la somme.
En 2018, elle collabore avec sa sœur cadette Kylie Jenner et sa marque Kylie Cosmetics : ensemble, elles créent trois petites palettes de fards à paupières et autant de rouges à lèvres dont le « French Kiss » d'une couleur nude pâle et rosée, « Minnie » un rose profond et « Rad » un orange-rouge vif  pour une édition limitée. Pour en faire la promotion, les deux sœurs posent une série de photos en body dans un ton rose et pâle, avec pour arrière-plan l'océan. Cette même année, elle devient avec ses 4 sœurs l’égérie de la marque Calvin Klein et représente les nouvelles collections dont Calvin Klein Underwear et Calvin Klein Jeans. La campagne est réalisée par Willy Vanderperre : il a photographié Kourtney et ses sœurs dans une grange mettant en avant des pièces de lingeries et de jeans de la collection printemps-été 2018. Un court-métrage est réalisé où les sœurs se confient les unes aux autres sur ce qu'elles ont fait ou jamais fait.
Elle pose entièrement nue pour V magazine et livre une longue interview expliquant ses projets dans le commerce du cosmétique.
En 2018, elle représente la célèbre Sugar Factory et participe à son ouverture en tant qu'invité célèbre de cette nouvelle boutique à Atlantic City.
En avril 2019, Kourtney Kardashian lance son propre site web Beauté et Bien-être, intitulé Poosh en l'honneur de sa fille Penelope. Elle y distille ses conseils dans différents domaines tels que les cosmétiques, la décoration d'intérieur, la maternité, la mode, le sexe. Poosh est également un webshop où il est possible d'acheter différents produits que crée Kourtney, en collaboration avec des marques telles que Aquis et Vital Proteins. Toujours en 2019, selon Harpers Bazaar, sa fortune est estimée à plus de 40 millions de dollars.

### 2020-2021
En juillet 2020, Kourtney Kardashian annonce vouloir réduire ses passages dans l'émission de téléréalité « L'Incroyable famille Kardashian ». Kourtney continue tout de même le tournage mais préfère se concentrer sur le développement de son site de lifestyle « Poosh » qu'elle continue d'étendre. En effet, Kourtney annonce plusieurs collaborations avec des entreprises de cosmétiques bio et écologique,,. Par ailleurs, elle invite plusieurs célébrités avec qui elle discute - de leurs parcours, de leurs convictions, projets futurs - comme Emily Ratajkowsky, Jenny Kanye, son pasteur, Scott Disick ou encore ses sœurs Kendall et Khloé.
Kourtney collabore également avec ses sœurs et notamment avec Kim avec qui elle lance plusieurs parfums, ou pose pour sa marque de lingerie Skims.

Le 8 septembre 2020, elle annonce avec ses sœurs que son émission de télé-réalité L'incroyable famille Kardashian s'arrêtera après 20 saisons. La dernière saison sera diffusée en mars 2021 après 15 ans d'existence. Cependant, dès le mois de novembre, les groupes Disney et Hulu annoncent la création d'un nouveau programme mettant en scène la famille Kardashian qui verra le jour fin 2021. Ainsi, après le déclin de la chaîne d'accueil de télévision E! de leur émission, les sœurs Kardashian préfèrent les plateformes de streaming dont les audiences sont plus importantes. Par ailleurs, Kim Kardashian et ses sœurs cèdent les droits de diffusion de L'incroyable famille Kardashian aux différents groupes de streaming Netflix, Amazone Prime, et Hulu.

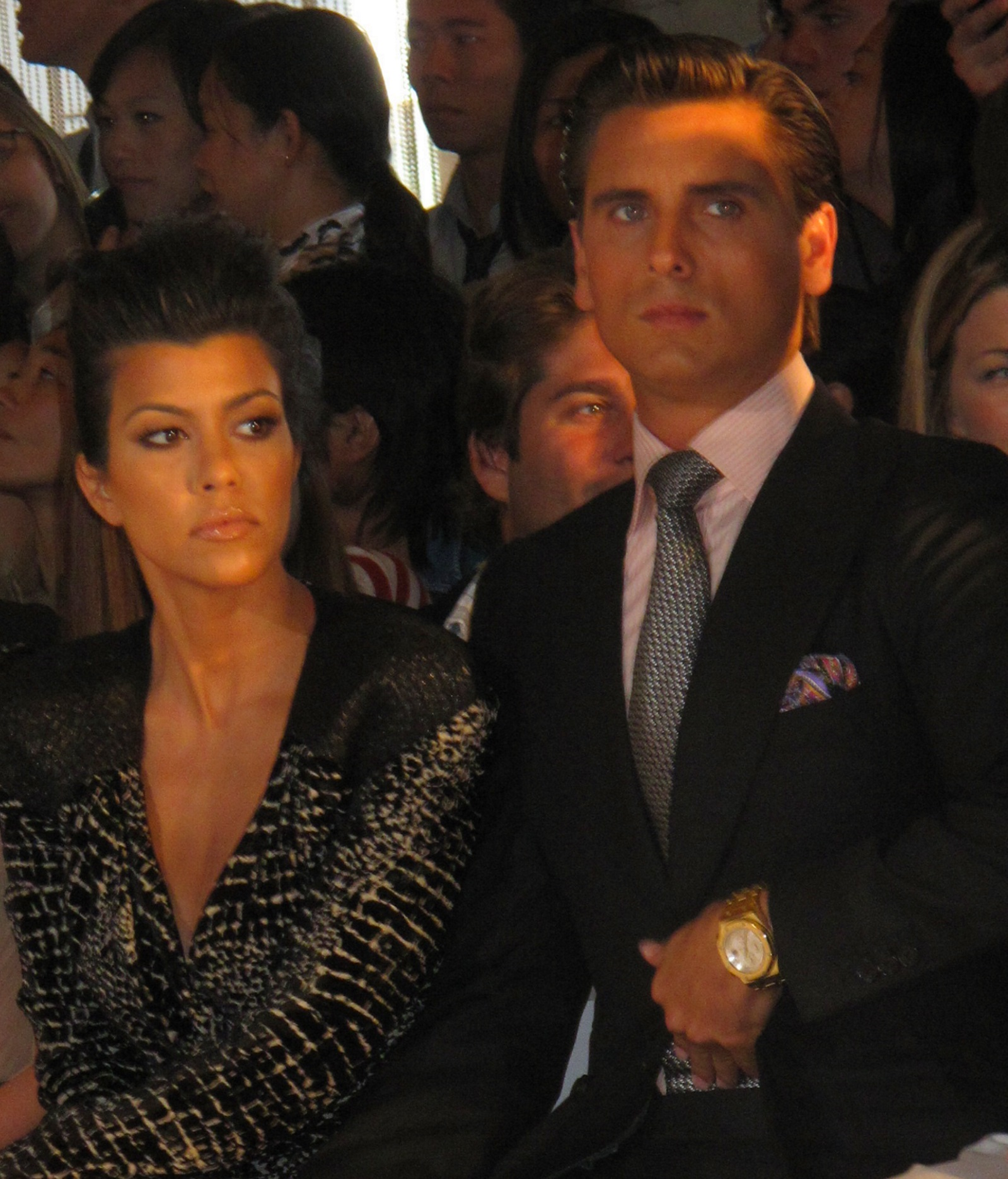
Kourtney Kardashian et son ex-compagnon Scott Disick en 2010 lors d'un défilé à la Fashion Week de New York.

## Vie privée
Kourtney a fréquenté Taryll Jackson, fils de Tito Jackson et neveu de Michael Jackson, entre 1999 et 2004,.
En 2006, elle devient la compagne du mannequin et entrepreneur, Scott Disick, avec qui elle vivra une relation tumultueuse. Ensemble, ils ont trois enfants ; deux garçons, Mason Dash Disick (né le 14 décembre 2009) et Reign Aston Disick (né le 14 décembre 2014), et une fille, Penelope Scotland Disick (née le 8 juillet 2012). Leur couple connait, au fil des années, de nombreuses crises et ruptures à la suite des différentes infidélités et addiction à l'alcool de Scott Disick. En juin 2015, ils décident de se séparer après plus de neuf ans de vie commune. Malgré leur rupture, l'ancien couple reste très proche et l'homme d'affaires continue de participer à l'émission familiale en tant qu'acteur principal.
Après sa rupture avec l'homme d'affaires, la presse annonce qu'elle fréquenterait en secret le chanteur Justin Bieber, une rumeur que la principale intéressée ne démentira pas lors de son apparition dans le Ellen Show,.
En octobre 2016, lors de la fashion week de Paris, elle rencontre le mannequin franco-algérien âgé de 23 ans, Younes Bendjima, avec qui elle va se mettre en couple en janvier 2017. Après une première séparation durant l'été 2018, le couple se sépare définitivement au printemps 2019.
Le 17 février 2021, elle confirme publiquement après plusieurs mois de rumeurs être en couple avec le batteur Travis Barker, notamment connu pour avoir été membre des groupes Blink-182 et +44, ou encore pour ses récentes collaborations avec le chanteur Machine Gun Kelly. Travis déclare qu'après avoir été amis et voisins depuis plusieurs années, ils se sont finalement rapprochés à l'occasion du confinement lié à la crise du covid19.
Elle annonce sur son compte instagram le 18 octobre 2021 qu'ils se sont fiancés. Après un premier mariage à Las Vegas, Kourtney Kardashian et Travis Barker se marient civilement le 15 mai 2022 à Santa Barbara en Californie. La cérémonie officielle a eu lieu le 22 mai 2022 à Portofino, en Italie.
Le 16 juin 2023, elle annonce sa grossesse lors d'un concert donné par Blink-182 à Los Angeles. Elle accouche le 1er novembre 2023 d'un garçon nommé Rocky Thirteen Barker.

## Politique
En 2018, Kourtney Kardashian s'attaque à une loi datant de 1938 relative à la régulation des produits utilisés dans les cosmétiques. Elle se rend ainsi au Congrès à Washington pour parler de cette loi, partager son opinion visant à la transformer. La femme d'affaires avait été choisie par le groupe protecteur de l'environnement Environmental Working Group afin de discuter de la législation dans les produits utilisés dans les cosmétiques et ayant pour objectif de légiférer sur l’utilisation de produits chimiques et toxiques dans le maquillage et les produits de beauté dans la loi de 1938. La sénatrice Tammy Baldwin a publié sur Twitter le commentaire suivant : « Je travaille pour être sûre qu’il n’y ait plus de produits chimiques et toxiques dans les cosmétiques. Merci Kourtney Kardashian et Environmental Working Group pour votre soutien. » Patty Murray, ainsi que l’élu de la Chambre des représentants Frank Pallone Jr., membre du comité sur l’énergie et les ressources naturelles ont tenu à féliciter Kourtney pour sa participation à ce projet : « Pendant trop longtemps, il n’a pas été exigé des entreprises de cosmétiques de vérifier la sûreté de leur maquillage et leurs produits de beauté. » Enfin, Kourtney Kardashian s'est réjouie de cette avancée, et s'est exprimée au magazine people en disant : « Tout le monde devrait avoir le droit à des produits sains. Et je pense que c’est le moment pour le Congrès de faire son travail. ».

## Filmographie

### Télévision

#### Télé-réalités
- 2005 : The Princes of Malibu (apparition)
- 2006 : Filthy Rich: Cattle Drive (1 saison, 8 épisodes)
- 2007–2021 : L'incroyable Famille Kardashian (20 saisons, 236 épisodes)
- 2009–2010 : Kourtney et Khloé à Miami : (2 saisons, 31 épisodes)
- 2011 : Top Model USA (styliste)
- 2011–2012 : Les Kardashian à New York (4 saisons, 18 épisodes)
- 2011–2012 : Khloé et Lamar (apparition)
- 2014 : Les soeurs Kardashian dans les Hamptons (1 saison, 10 épisodes)
- 2015–2016 : I am Cait (apparition)
- 2015 : Dash Dolls
- 2016 : Rob & Chyna (apparition)
- 2017 : Life Of Kylie (apparition)
- 2017 : KUWTK anniversary (apparition)

#### Séries télévisées
- 2011 : On ne vit qu'une fois : Jessica Miles Torres
- 2020 : Dave : Elle-même

### Cinéma
- 2021 : Il est trop bien : Jessica Miles Torres

## Distinctions
| Cérémonie             | Année | Catégorie                                                               | Résultat | Référence |
| --------------------- | ----- | ----------------------------------------------------------------------- | -------- | --------- |
| Teen Choice Awards    | 2009  | Choice TV: Reality Show                                                 | Nommée   | [ 73 ]    |
| Teen Choice Awards    | 2010  | Choice TV: Female Reality/Variety Star                                  | Gagnante | [ 74 ]    |
| Teen Choice Awards    | 2010  | Choice TV: Reality Show                                                 | Gagnante | [ 73 ]    |
| Teen Choice Awards    | 2011  | Choice TV: Female Reality/Variety Star                                  | Gagnante | [ 74 ]    |
| Teen Choice Awards    | 2011  | Choice Summer TV Show                                                   | Nommée   | [ 73 ]    |
| People Choice Awards  | 2011  | Prix du plaisir Coupable                                                | Gagnante | [ 74 ]    |
| Teen Choice Awards    | 2012  | Choice TV: Female Reality/Variety Star                                  | Gagnante | [ 74 ]    |
| Teen Choice Awards    | 2012  | Choice TV: Reality Show                                                 | Nommée   | [ 73 ]    |
| Teen Choice Awards    | 2013  | Choice TV: Female Reality/Variety Star                                  | Gagnante | [ 74 ]    |
| Teen Choice Awards    | 2013  | Choice TV: Reality Show                                                 | Gagnante | [ 73 ]    |
| Telly Awards          | 2013  | TV Programs, Segments, or Promotional Pieces Film/Video - Entertainment | Gagnante | [ 75 ]    |
| Teen Choice Awards    | 2014  | Choice TV Personality: Female                                           | Nommée   | [ 74 ]    |
| Teen Choice Awards    | 2014  | Choice TV: Reality Show                                                 | Gagnante | [ 73 ]    |
| Teen Choice Awards    | 2016  | Choice TV: Reality Show                                                 | Gagnante | [ 73 ]    |
| MTV Movie + TV Awards | 2018  | Best Reality Series/Franchise                                           | Gagnante | [ 73 ]    |